# ناحیه گاردا
ناحیه گاردا (به پرتغالی: Distrito da Guarda) یک منطقهٔ مسکونی در پرتغال است که در منطقه مرکزی واقع شده‌است. منطقه گاردا ۵٬۵۱۸ کیلومتر مربع مساحت و ۱۷۳٬۷۱۶ نفر جمعیت دارد.